# Coccorchestes vanapa
Coccorchestes vanapa is een spinnensoort uit de familie springspinnen (Salticidae). De soort komt voor in Nieuw-Guinea.